# Supervixens
Supervixens è un film del 1975, diretto da Russ Meyer.
Appartiene alla seconda fase della produzione di Meyer, quella pop e cartoonesca. Già si ritrovano, infatti, gli elementi caratteristici di tale periodo del regista: l'utilizzo del nome Martin Bormann, criminale di guerra nazista scampato al processo di Norimberga, per un personaggio (qui, il gestore del distributore dove Clint lavora), la violenza esagerata, le grottesche scene di copula in paesaggi naturali solitari.
Aumentano anche le donne supermaggiorate: in questo film, infatti, sono ben sette. Il regista sostenne: «Ho sempre utilizzato una superdonna nei miei film. Questa volta mi sono detto che avrei potuto usarne sette. E penso che abbia funzionato. Non hai il tempo di annoiarti».
Meyer definì la pellicola «la sintesi di tutti i miei film». Una copia del film fu richiesta da Alfred Hitchcock, per una proiezione privata alla Universal Pictures.

## Trama
Clint è un benzinaio, fidanzato con SuperAngelica, donna gelosa e possessiva, che lo tormenta tutto il giorno. Dopo una lite particolarmente violenta (lei l'assale con un'ascia e gli rovina il furgone), un vicino di casa chiama la polizia.
SuperAngelica butta fuori di casa Clint e Harry, il poliziotto giunto sul posto, ne approfitta per portarsela a letto. Si dimostra, però, impotente e subisce le critiche di lei, che inizia a sbeffeggiarlo. In preda a un attacco di rabbia cieca Harry insegue SuperAngelica, che si è chiusa nel bagno, prendendo a coltellate la porta, dove gli rimane incastrato il coltello. Poco dopo sfonda la porta, trafiggendo con il coltello SuperAngelica, scaraventandola nella vasca piena d'acqua e tramortendola a calci. Lei riemerge dalla vasca, allora Harry getta nella vasca una radio, folgorandola a morte e provocando un rogo.
Intanto Clint si rifugia in un bar, dove la cameriera SuperHaji cerca di sedurlo, ma viene respinta. Clint è accusato del delitto di SuperAngelica e cerca aiuto in SuperHaji, però lei si vendica e non lo scagiona.
Clint è così costretto a fuggire. Inizia per lui un viaggio durante il quale incontrerà superdonne pettorute e formose che cercheranno di sedurlo, mentre lui finisce sempre nei guai con mariti e padri vendicativi, finendo per essere picchiato, insultato e derubato.
Dopo tante avventure Clint sembra trovare la donna della sua vita, SuperVixens, identica alla defunta SuperAngelica: una ragazza formosa, simpatica e gentile, che lavora in una stazione di servizio. Anche il poliziotto Harry, che si ferma a far benzina e riconosce Clint, cerca anche di sedurre SuperVixens, ma senza riuscirci.
In un attacco violento di gelosia Harry mette in atto un diabolico piano: allontana Clint con l'inganno, rapisce SuperVixens e la porta nel deserto, dove cerca di ucciderla legandola e infilandole un candelotto di dinamite tra le gambe.
Clint arriva sul posto, ma Harry l'allontana a colpi di dinamite e di pistola, infine con una coltellata nella gamba. Clint però riesce a raggiungere l'amata e soffia sul candelotto di dinamite acceso; Harry lo stende e lo lega insieme a SuperVixen, in una grottesca posa che simula un amplesso. Per completare l'opera, Harry infila nel sedere di Clint un candelotto di dinamite acceso.
Il candelotto si spegne miracolosamente e Harry salta per aria con il resto della dinamite, proprio come un cartoon, difatti un secondo prima dell'esplosione in sottofondo si sente beep-beep, il verso di Road Runner.
Nel finale del film SuperAngelica, completamente nuda, balla su una roccia e dice: "È tutto finito, ecco, tranne..."

## Produzione
Supervixens fu la prima sceneggiatura scritta interamente da Russ Meyer, senza la collaborazione di altri autori.
Il budget della pellicola ammontava ufficialmente a 400.000 dollari, ma in realtà i costi furono gonfiati (il vero budget si aggirava attorno ai 90.000 $), con lo scopo d'ottenere maggiore credibilità verso quel pubblico e quella critica che non aveva rispetto per i film a basso costo.

### Riprese
Gli esterni del film furono girati in Arizona, gli interni a Hollywood.
Sul set del film, per la prima volta Meyer infranse le proprie ferree regole riguardo al non fare sesso durante le riprese.

### Cast
Nel film tornano tutti gli attori preferiti da Meyer: Charles Napier, Uschi Digard, Henry Rowland, Stuart Lancaster, Haji e Rufus Owens.
Nella scena in cui Uschi Digard "stupra" Clint nel fienile parla in tedesco. Anche tale elemento ricorrerà d'ora in poi nei film di Russ Meyer.

## Promozione
«Too much... for one movie!» («Troppo... per un solo film!») è lo slogan presente sul manifesto originale utilizzato per pubblicizzare la pellicola all'epoca della sua diffusione nelle sale cinematografiche statunitensi.

## Distribuzione
Il film è stato presentato in anteprima assoluta a Dallas negli Stati Uniti il 5 aprile del 1975 mentre in Europa è stato proiettato in anteprima assoluta il 12 agosto 1977 a Torino.

### Divieti
In Italia la pellicola è stata vietata ai minori di 18 anni.

### Edizione italiana
La prima versione italiana di Supervixens presentava un doppiaggio oggi perduto. Successivamente uscì in Italia in VHS con un ridoppiaggio - poi mantenuto anche nelle recenti versioni in DVD - eseguito a Milano presso lo Studio P.V., con il noto attore e doppiatore Silverio Pisu che dà la voce non solo a Charles Napier ma anche a diversi altri personaggi.

## Accoglienza

### Incassi
Il film ha incassato 17 milioni di dollari nei soli Stati Uniti d'America, posizionandosi al 21º posto nella classifica dei botteghini per l'anno 1975 (fra Il fratello più furbo di Sherlock Holmes diretto da Gene Wilder e Un uomo da buttare di John G. Avildsen).

### Critica
Supervixens è considerato la summa di tutti i film di Russ Meyer. Il film è stato definito «un luna park scatenato, dove situazioni comiche e surreali s'intrecciano a momenti di violenza smisurata, per trasformarsi ancora in dileggio, irrisione e umorismo irrefrenabile e beffardo».
Alla sua uscita la critica cinematografica statunitense si divise: qualcuno definì il film «la più appassionata rappresentazione della guerra tra i sessi mai filmata», qualcun altro «un film per uomini che odiano le donne, e si amano tra loro».
Il film ha ottenuto il 100% delle critiche professionali positive sul portale di cinema Rotten Tomatoes (dato basato su 5 recensioni, con un valore medio di 7 su 10 punti). e il 65% dei giudizi positivi del pubblico (dato basato su 2 849 voti, con un valore medio di 3,6 su 5 punti).

## Collegamenti ad altre pellicole
- La scena, molto splatter, dell'omicidio di SuperAngelica nella vasca da bagno è ispirato ovviamente a Psyco, capolavoro di Alfred Hitchcock.
- Nel film di John Landis Donne amazzoni sulla Luna, interpretato in un piccolo ruolo da Russ Meyer, è presente in una scena il poster di Supervixens.
- I personaggi di Clint e Harry sono un chiaro riferimento al film di Don Siegel Ispettore Callaghan: il caso Scorpio è tuo! (1971).
- Il titolo del film verrà citato in Beneath the Valley of the Ultra-Vixens, diretto da Meyer nel 1979.

## Omaggi
- La traccia d'apertura dell'album di debutto del gruppo musicale dei Garbage s'intitola Supervixen.